# Black & White
Black & White (En español Negro y Blanco) es un videojuego creado por Lionhead Studios, con Peter Molyneux a la cabeza. Fue lanzado en 2001 para Windows, y distribuido por la compañía Electronic Arts. Inicialmente también iba a tener versión para PlayStation y PlayStation 2, de las que se llegaron a ver vídeos e incluso demos para la prensa. Inexplicablemente, fue cancelado
El juego propone la difícil tarea de ser dios. Peter Molyneux había tocado este tema en su famoso juego Populous; sin embargo aquí hay mucha más complejidad, ya que propone no solamente elegir el bando (bueno, malo o neutral), sino que es una mezcla de estrategia en tiempo real y rol, aunque también incluye el cuidado y crecimiento de una criatura (al más puro estilo Creatures, aunque bastante más autosuficiente). En resumen, el juego se cataloga como un juego de simulación de dios.

## Jugabilidad
El jugador establece contacto con el mundo de Black & White mediante la Mano, una mano flotante que permite interactuar con las aldeas, la criatura, desplazarse por el mapa, así como relacionarse con varios objetos del entorno y lanzar milagros.
En cada isla, el jugador deberá conquistar todas las aldeas (de manera general, aunque los objetivos pueden variar en cada escenario). El jugador está acompañado de la conciencia buena (representada por un sabio vestido de blanco) y la conciencia mala (representada por un demonio rojo).
Básicamente, hay dos tareas claramente diferenciadas entre sí, y que el jugador deberá controlar para avanzar en la aventura. 

### Las aldeas y su cuidado
Las criaturas disponibles al principio del juego son las siguientes:
El mono: Posee una gran inteligencia y velocidad pero lamentablemente para los dioses malévolos es muy juguetón.
El tigre: Bastante hábil en combate y es muy veloz pero quizá su defecto es que tiene una inteligencia muy escasa.
La vaca: Tiene una inteligencia interesante pero se destaca en su lazo hacia el bien. (Esta criatura malvada se transforma en un toro).

### Bueno, malo y neutral
El jugador puede inclinarse hacia el lado bueno, hacia el lado malo o ser más o menos neutral. La inclinación del jugador no tiene porqué coincidir con la inclinación de la criatura, pues la suya se basa en lo que el jugador le enseña que debe hacer. Por ejemplo, el jugador puede exterminar aldeas mientras la criatura, estando enseñada para ayudar, las reconstruye.
- El lado bueno: Si el jugador tiene un alma benevolente, amable y que no soporta la violencia decidirá ser bueno, que es un camino bastante difícil ya que hay que estar pendiente de las necesidades del pueblo y de que la criatura no cause estragos, hay que basarse en milagros amigables y entrenar muy bien a la criatura para que no arroje objetos y no se coma a los aldeanos, y otra desventaja es que solo podrá pelear cuando el enemigo le ataque y hará una estrategia siempre a la defensiva.

- El lado malo: Por el contrario si el jugador desea la violencia, disfrutará siendo malo, lo cual es bastante más fácil, ya que solo tendrá que asustar a los aldeanos para conseguir su favor, haciendo sacrificios humanos ganará muchos puntos de poder, si hay exceso de población puede fulminar con el rayo o sacrificar a los aldeanos. A su criatura puede descuidarla y dejar que coma aldeanos, que haga estragos o le puede enseñar milagros destructivos y podrá ganar batallas con otras criaturas. Sin embargo esto tiene su lado malo también, ya que las criaturas del mal son muy estúpidas, y tardarán mucho en aprender.

La inclinación hacia uno u otro lado también se decide en varias submisiones que tiene cada aldea; aunque algunas recompensas solo se consiguen siendo malo o bueno (generalmente, esto último).
Ser neutral se consigue teniendo equilibrio, ni siendo totalmente bueno y dejando que caigan ataques, ni siendo totalmente malo y destruyendo no solo lo ajeno sino lo propio. Este lado Neutral no es el más usado.

### Las culturas
El jugador comienza con los Nórdicos, pero a lo largo del juego se conocerán muchas más, hay japoneses, griegos, indios norteamericanos, celtas, egipcios y Tibetanos. La diferencia entre los pueblos está en las maravillas que se construyen, que sirven para incrementar el poder con ciertos milagros, según que pueblo se controle.
La Maravilla Nórdica aumenta la efectividad de los milagros madera y comida.
La Maravilla Japonesa aumenta la tasa de Natalidad y la efectividad del milagro curación.
La Maravilla India Norteamericana aumenta la efectividad del milagro rayo y tormenta.
La Maravilla Azteca vuelve más poderosos los milagros de tipo violentos, como el rayo, bolas de fuego y mega-blast (Láser que cae desde el cielo).
La Maravilla Tibetana hace más resistentes los escudos de tipo espiritual y físico.